# Deutsche Dancecharts
Die Deutschen Dancecharts (zurzeit Dance Top 20) ist eine Chartauswertung des Marktforschungsunternehmens GfK Entertainment, die wöchentlich veröffentlicht wird. Sie beinhaltet die erfolgreichsten Dance-Singles auf dem Musikmarkt und gelten als offizielle Dancecharts in Deutschland.

## Allgemeine Informationen und Qualifikationskriterien
Die Dancecharts werden im Auftrag des Bundesverband Musikindustrie vom deutschen Marktforschungsunternehmen GfK Entertainment ermittelt. Sie erfassen Verkäufe von Bild- beziehungsweise Tonträgern, Downloads und Musikstreamings mit Dance als Endverbraucher. Die Zuteilung zum Dance-Genre wird durch die Anmeldung im PHONONET-Artikelstamm (Programmarten 113 oder 196) festgelegt. Es handelt sich hierbei um „Repertoire-Charts“, die das Marktsegment „Dance“ abbilden. Sollten Bild- oder Tonträger im PHONONET-Artikelstamm als Danceprodukte gekennzeichnet sein, jedoch offensichtlich nicht in dieses Repertoire-Segment gehören (Falschkennzeichnungen), soll GfK Entertainment Meldungen unberücksichtigt lassen, sofern der zuständige Vertreiber dem zustimmt. In Zweifelsfällen entscheiden Prüfungsbeauftragte darüber. Die Deutschen Dancecharts bilden einen Auszug aus den regulären Single Top 100 ab, in denen Verkäufe unabhängig von jeglichen Repertoire-Segmenten erfasst werden. Eine parallele Platzierung eines Produktes sowohl in den Single Top 100 als auch in den Dance Top 20 ist daher nicht nur grundsätzlich möglich, sondern wird bei stark verkaufenden Produkten die Regel sein. Für die Dance Top 20 sind nur solche Produkte qualifiziert, die über eine Händlerbreite von mindestens zwei Händlergruppierungen verfügen, was bedeutet das wöchentlich mindestens zwei der in der Stichprobe erfassten Händlergruppierungen mindestens ein Produkt des relevanten Titels verkauft haben müssen, damit es sich für die Dancecharts qualifizieren kann.

## Meilensteine
Die Einführung der Deutschen Dancecharts erfolgte am 15. Mai 2015 als wöchentliche Top-20-Hitparade für Singles. Als erstes Werk konnte sich dabei Ain’t Nobody (Loves Me Better) vom deutschen DJ Felix Jaehn und der britischen Popsängerin Jasmine Thompson an der Chartspitze platzieren. Die Singles können sich in der Regel mehrere Wochen an der Chartspitze halten, der erste Titel, der nach einer Woche die Chartspitze wieder räumen musste, war Sigalas Easy Love in der Chartwoche vom 13. November 2015. Mit 32 Wochen am Stück konnte sich I’m Good (Blue) von David Guetta und Bebe Rexha am längsten in Serie an der Chartspitze platzieren (9. September 2022 – 20. April 2023), auch mit Unterbrechungen schaffte es bislang keine Single länger an der ersten Position zu verweilen.

## Liste der Nummer-eins-Hits in den deutschen Dancecharts
Diese Liste beinhaltet alle Singles – in chronologischer Reihenfolge nach ihrer Verweildauer absteigend – die mindestens zehn Wochen an der Chartspitze der Dance Top 20 standen:
| Jahr | Titel                  | Interpret                                    | Verweildauer |
| ---- | ---------------------- | -------------------------------------------- | ------------ |
| 2022 | I’m Good (Blue)        | David Guetta feat. Bebe Rexha                | 32 Wochen    |
| 2018 | In My Mind             | Dynoro & Gigi D’Agostino                     | 26 Wochen    |
| 2021 | Wellerman (Sea Shanty) | Nathan Evans                                 | 22 Wochen    |
| 2021 | Where Are You Now      | Lost Frequencies feat. Calum Scott           | 22 Wochen    |
| 2024 | I Adore You            | Arash, Hugel & Topic feat. Daecolm           | 21 Wochen    |
| 2024 | Stumblin’ In           | Cyril                                        | 19 Wochen    |
| 2023 | Prada                  | Cassö, D-Block Europe & Raye                 | 18 Wochen    |
| 2017 | More Than You Know     | Axwell Λ Ingrosso feat. Kristoffer Fogelmark | 17 Wochen    |
| 2015 | Sugar                  | Robin Schulz feat. Francesco Yates           | 16 Wochen    |
| 2019 | Piece of Your Heart    | Meduza feat. Goodboys                        | 15 Wochen    |
| 2019 | Ride It                | Regard                                       | 15 Wochen    |
| 2016 | Faded                  | Alan Walker feat. Iselin Solheim             | 13 Wochen    |
| 2016 | This Girl              | Kungs vs. Cookin’ on 3 Burners               | 13 Wochen    |
| 2023 | Tabu                   | Yung Yury                                    | 13 Wochen    |
| 2016 | Rockabye               | Clean Bandit feat. Anne-Marie & Sean Paul    | 12 Wochen    |
| 2020 | Roses (Imanbek Remix)  | SAINt JHN / Imanbek                          | 12 Wochen    |
| 2021 | Love Tonight           | Shouse                                       | 11 Wochen    |
| 2021 | Do It to It            | Acraze feat. Cherish                         | 11 Wochen    |
| 2017 | Tuesday                | Burak Yeter feat. Danelle Sandoval           | 10 Wochen    |
| 2019 | Giant                  | Calvin Harris & Rag ’n’ Bone Man             | 10 Wochen    |
| 2022 | Ferrari                | James Hype & Miggy Dela Rosa                 | 10 Wochen    |